# 吉斯格拉本河 (舒特河支流)
48°48′45.44″N 11°6′58.61″E / 48.8126222°N 11.1162806°E
吉斯格拉本河是德國的河流，位於該國東南部，由巴伐利亞負責管轄，屬於舒特河的右支流，河道全長4.2公里，發源自韋爾海姆。